# Philotheca papillata
Philotheca papillata är en vinruteväxtart som beskrevs av I.Telford & L.M.Copel.. Philotheca papillata ingår i släktet Philotheca och familjen vinruteväxter. Inga underarter finns listade i Catalogue of Life.